# Homer Newton Bartlett
Homer Newton Bartlett (Olive (Nova York) 28 de desembre de 1845 - 1920) fou un compositor estatunidenc.
Va fer els seus estudis sota la direcció de Mill, Guyon, Rudolf Braun i Jacobsen. Va ser organista de l'església baptista de Madison. Va escriure un gran nombre de composicions per a violí, piano i orquestra, entre les quals destaquen les següents:
- Gran Polka de concert;
- O God Be Merciful, cant sagrat;
- The Last Chieftain, cantata;
- Khomsin, cantata dramàtica;
- Autun Violets, cantata;
- Crucificus, per a veus d'home;
- Toccata per a orgue;
- La Valhaere, òpera en tres actes;
- Suite per a orgue;
- Concert per a violí i orquestra;
- Suite, per a orquestra, i d'altres fins al número 200.